# Силк, Джозеф
Джозеф Айвор Силк (Joseph «Joe» Ivor Silk; род. 3 декабря 1942, Лондон) — британо-американский астрофизик, специалист по ранней Вселенной. Член Лондонского королевского общества (1999) и Национальной АН США (2014).
Состоит эмерит-профессором Institut d'astrophysique de Paris и профессором Университета Джонса Хопкинса, также с 2015 года Gresham Professor of Astronomy лондонского Грешем-колледжа. Прежде Савильский профессор астрономии Оксфорда (1999—2011) и профессор Калифорнийского университета в Беркли. 
Внёс большой вклад в исследования космологии, галактики, звездообразования и темной материи. Его именем назван Silk-Dämpfung.
Лауреат премии Грубера (2019).

## Биография
Вспоминал, что формированию его личности в большой мере послужило значительное время, проведенное им в юные годы в бойскаутах. Его предки были иммигрантами из Восточной Европы, а родители «выросли в бедности в лондонских трущобах», и Силк стал первым в своей семье, отправившимся получать высшее образование. В школе ему оказал большую поддержку учитель математики и Силк стал первым из неё, поступившим в Кембридж. Там толчком для обращения к астрономии послужит для него курс Денниса Сиамы, в целом весьма на него тогда повлиявшего.
Окончил Кембридж со степенями бакалавра математики (1963) и магистра (1965).
В 1968 году получил степень доктора философии по астрономии в Гарварде под началом David Layzer. Являлся постдоком в Кебридже и Принстоне. Преподавал в Калифорнийском университете в Беркли, где провёл три десятилетия, достигнув должности профессора астрономии и физики, и Оксфордском университете, его Савильский профессор астрономии с 1999 по сентябрь 2011 года. С 2010 года в университете Джонса Хопкинса, где ныне исследовательский профессор и именной профессор (Homewood Professor) физики и астрономии. Одновременно с 2011 года профессор физики Institut d'astrophysique de Paris. В последнем в декабре 2017 года прошла международная конференция, посвящённая 75-летию Дж. Силка.
Член Американской академии искусств и наук (2007), фелло Американского физического общества (1995) и Американской ассоциации содействия развитию науки (1987).
Автор более 800 рецензированных статей и восьми книг.

## Награды и отличия
- Bowdoin Prize[англ.], Гарвард (1968)
- Bok Prize, Гарвард (1970)
- Стипендия Слоуна (1972-74)
- First Prize, Gravity Research Foundation[англ.] (1975)
- Стипендия Гуггенхайма (1975-76)
- Миллеровский профессор (1980)
- Leon Lecturer, Пенсильванский университет (1984)
- Бейкеровская лекция Лондонского королевского общества (2007)
- Золотая медаль Королевского астрономического общества (2008), его высшая награда
- Почётный доктор парижского университета Пьера и Марии Кюри (2010)[7]
- Медаль Оскара Клейна Стокгольмского университета (2011)
- Премия Бальцана (2011)[8]
- Премия Генри Норриса Рассела Американского астрономического общества (2018)[9]
- Премия Грубера по космологии (2019, совместно с Н. Кайзером)[10]